# Totenbeschwörung

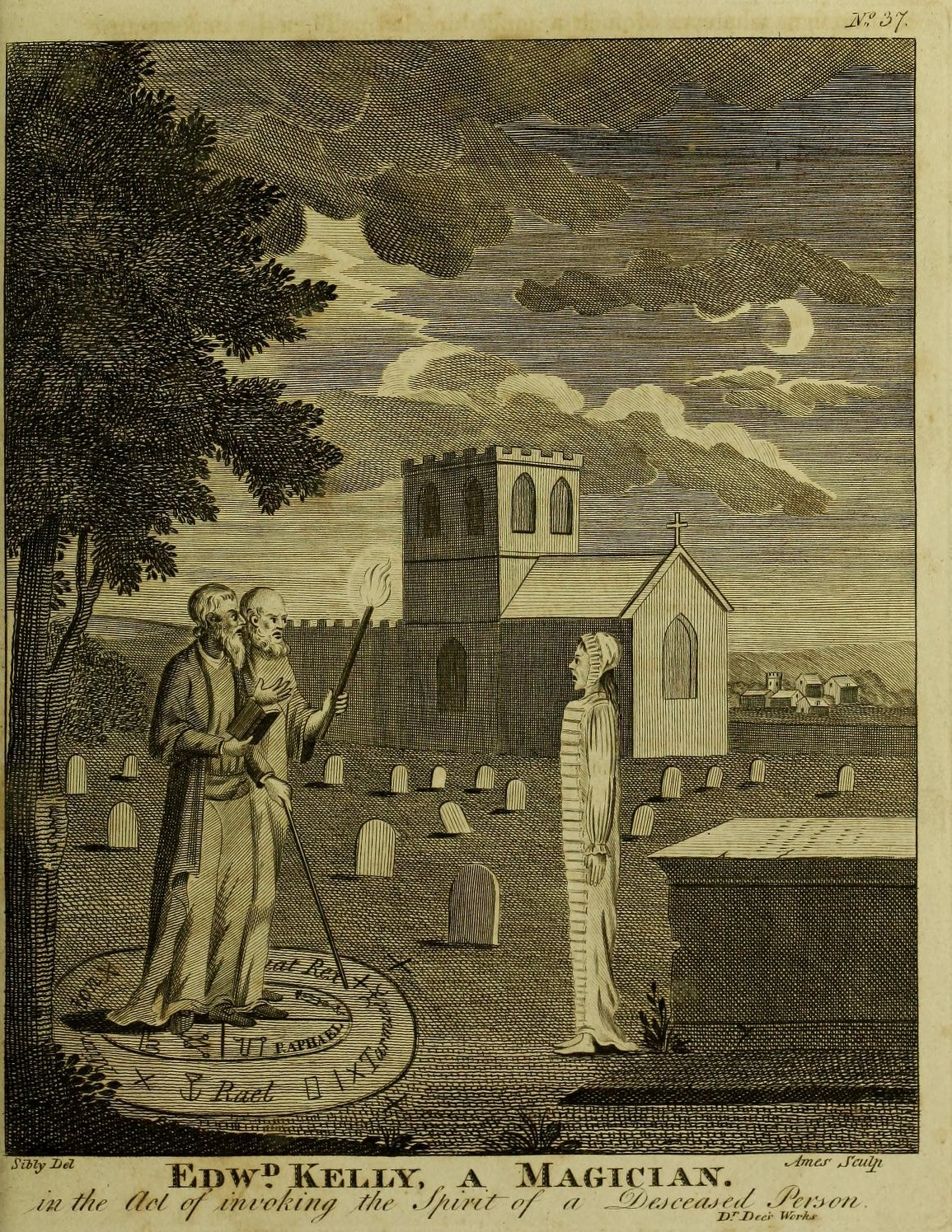
John Dee und Edward Kelley rufen einen Geist herbei

Die Totenbeschwörung, auch Nekromantie und Totenorakel genannt, ist eine weltweit verbreitete Form des Spiritismus, die von der Annahme einer Existenz der Verstorbenen oder ihrer Seelen nach deren Tod ausgeht und durch Rituale und direkte Beschwörung Verstorbener deren Wiederbelebung und die Begegnung mit Geistern Verstorbener anstrebt, was Einblicke in die jenseitige Welt, Problemlösungen oder Einsichten in zukünftige Ereignisse bringen soll (Mantik). Die wissenschaftliche, literarische oder künstlerische Beschäftigung damit bezeichnet man als Nekromantik. Die Totenbeschwörung kommt in ethnischen Religionen vor, in denen es neben einem Ahnenkult auch die Vorstellung gibt, dass die Vorfahren zeitweilig unter den Lebenden präsent sind. Totenbeschwörungen sind beispielsweise ein wichtiger Teil der Yoruba-Religionen (z. B. des Voodoo) und können auch Teil von Krisenkulten sein. Zwecks Kontaktaufnahme können Methoden wie z. B. das Gläserrücken und das Pendeln Anwendung finden, wie auch die Verwendung eines Ouija oder einer Planchette.

## Wortbedeutung
Das Wort Nekromantie leitet sich ab vom altgriech. nekros (Leiche) und von mantis (Weissager). Seit dem 13. Jahrhundert wird Nekromantie mit Nigromantie gleichgesetzt und mit der Schwarzen Magie assoziiert. Bei Paracelsus bedeutet Nigromantie die Beschwörung der Gestirngeister. Das Wort Nigromantie bezeichnet aber lediglich die mittelalterliche Wortneubildung für Nekromantie. Das Wort entstand aus einer Verschmelzung des alten griech.-lat. Begriffs Nekromantie mit lat. niger: „schwarz“. Im Mittelalter war das Wort niger gleichbedeutend mit  „schlecht“ oder „schrecklich“, war unheilbringend oder ein Begriff der schwarzen Künste (vgl. Schwarze Magie, Schwarzer Tod).
Die im Mittelalter von den Nekromanten ausgeübten Beschwörungs- und Weissagungspraktiken, die vor allem in Grimoires beschrieben wurden, waren von der christlichen Glaubenslehre als superstitiös (abergläubisch) untersagt.

## Hauptgruppen der Nekromantie
Paracelsus nennt fünf Arten der Nekromantie:
- Cognitio mortalium spirituum (Erkenntnis durch verstorbene Seelen)
- Tortura noctis (nächtliche Folter)
- Meteorica vivens (lebendige Meteorologie)
- Clausura nigromantica (nekromantischer Einschluss)
- Obcoecatio nigromantica (nekromantische Verdunkelung)

Agrippa von Nettesheim gibt zwei Hauptgruppen an:
- Scyomantie (auch Skiamantie und Psychomantie):

Bei der Scyomantie wird ein Abbild des Verstorbenen herbeibeschworen, hoffend Auskünfte über andere Menschen zu erhalten oder Lebende schwächen oder erkranken lassen zu können. Diese Praktiken wurden im Wissenssystem des Mittelalters neben den artes liberales und den artes mechanicae als artes magicae (auch artes incertae, artes inhibitae) klassifiziert. Die Grenzen zwischen Naturwissenschaft und Magie waren dabei fließend.
- Nekyomantie:

Ziel ist die Wiederbelebung eines Verstorbenen. Angeblich geglückte Versuche werden als Wiedergänger bezeichnet. Ein Wiedergänger soll übernatürliche Fähigkeiten besitzen, ist aber sein zweites Leben lang an seinen Meister gebunden. Dieses zweite Leben endet jedoch meist schnell. Der Glauben an Wiedergänger wurzelt im Phänomen des Scheintods. Es gibt auch eine Erklärung für das Schaben und Kratzen in den Gräbern. Oft wurden Leute während der Zeit der Pest noch lebendig verscharrt. Verzweifelt versuchten sie sich aus ihrem Gefängnis zu befreien, bis sie qualvoll erstickten. Im Allgemeinen wird die Nekromantie, insbesondere die Animation von Toten, zur Schwarzen Magie gezählt und gilt somit als moralisch zweifelhaft.

## Beispiele

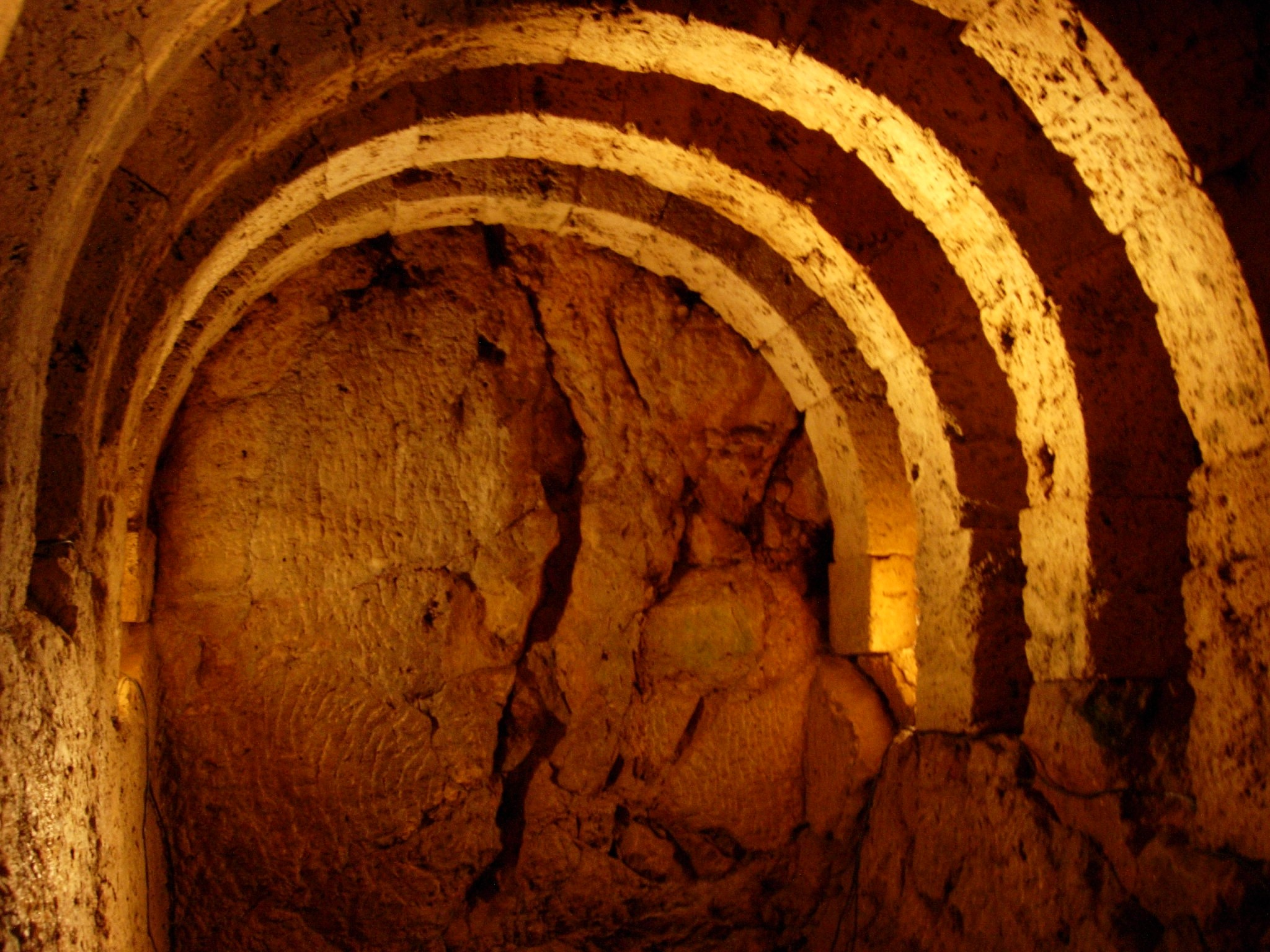
Im Inneren des Nekromanteion von Ephyra

Bekannte Beispiele für Totenbeschwörungen sind König Saul, der den Schatten Samuels durch die Totenbeschwörerin von Endor aus dem Scheol heraufbeschwören ließ (1. Sam. 28, 7 ff.), oder Odysseus, der im 11. Buch der „Odyssee“ den Geist des Sehers Teiresias durch das Nekromanteion aus der Unterwelt heraufbeschwört. Herodot erwähnt dieses Nekromanteion im Zusammenhang mit Periander, dem Tyrannen von Korinth, der Gesandte schickte, die im Orakel mit seiner toten Ehefrau Melissa in Kontakt treten sollten. Auch die Tat des Ödipus wurde durch Nekromantie aufgedeckt, da Teiresias den toten Laios beschwor, um den Namen dessen Mörders zu erfahren. In den Persern des Aischylos wird der Geist des toten Großkönigs Dareios von seiner Witwe Atossa und dem Chor der Alten heraufbeschworen. Vor allem Orte wie Schluchten in vulkanischen Gegenden, die als Eingänge in die Unterwelt galten und bei denen man die Tempel des Hades und der Persephone errichtete, waren für die Totenorakel vorgesehen. Bei diesem Kult sollten die Schatten von dem Blut der Tieropfer trinken, um dadurch die Kraft zu erhalten, die Fragen der Zukunft zu beantworten. Nekromantie hieß bei den Griechen auch das zu diesem Zweck vollzogene Totenopfer. Im 15. Jahrhundert behandelte der Arzt Johannes Hartlieb in seinem „Buch aller verbotenen Künste“ (1455/56) die nigramancia als eine von sieben mantischen Künsten. Vielen Gelehrten, die sich mit Mathematik, Astronomie, Ingenieurskunst, Alchemie, Medizin u. Ä. beschäftigten, heftete ihre Umwelt das Etikett des Zauberers an (z. B. Gerbert von Reims). Sogar dem Dichter Vergil wurden seit dem 12. Jahrhundert technische Wunderwerke zugeschrieben, die ihn zum Nekromanten stempelten. Auch Faust, Trithemius und John Dee waren unter Verdacht, Nekromantie zu betreiben.